# Искуш
Искуш (баш. Исҡуш) — село в Дюртюлинском районе Республики Башкортостан Российской Федерации. Входит в состав Маядыковского сельсовета.

## География

### Географическое положение
Расстояние до:
- районного центра (Дюртюли): 19 км,
- центра сельсовета (Маядык): 4 км,
- ближайшей ж/д станции (Янаул): 120 км.

## Население
| 2002 | 2009 | 2010 |
| ---- | ---- | ---- |
| 214  | ↘205 | ↘8   |

Национальный состав
Согласно переписи 2002 года, преобладающая национальность — марийцы (94 %).